# Pristimantis delius
Pristimantis delius es una especie de anfibio anuro de la familia Craugastoridae.

## Distribución
Esta especie es endémica de la provincia de Loreto en la región de Loreto en Perú. Habita a unos 183 m de altitud.
Su presencia es incierta en Ecuador.

## Descripción
Las hembras miden 30.9 mm.

## Etimología
El nombre de esta especie fue puesto en referencia a Carlos Delius, presidente de Occidental Petroleum of Peru, por su apoyo logístico.

## Publicación original
- Duellman & Mendelson, 1995 : Amphibians and reptiles from northern Departamento Loreto, Peru: taxonomy and biogeography. University of Kansas Science Bulletin, vol. 55, n.º 10, p. 329-376[5]